# Jenynsia tucumana
Jenynsia tucumana es una especie del género de peces de agua dulce Jenynsia, de la familia Anablepidae en el orden Cyprinodontiformes. Se distribuye en aguas templadas y templado-cálidas del cono sur de América del Sur.

## Taxonomía
Esta especie fue descrita originalmente en el año 2005 por los ictiólogos Gastón Aguilera y Juan Marcos Mirande.
Localidad tipo
- «Argentina, Provincia de Tucumán, departamento Trancas, río Vipos (26°28′S 65°20′W), 5 km desde la Ruta Nacional 9». El holotipo es: CI-FML 3828. Los paratipos son: CI-FML 3829 (4), AI 163 (6), ANSP 180781 (6), CI-FML 3840.

## Descripción
Como otras especies de Jenynsia presenta un gonopodio tubular formado principalmente por las 3ª, 6ª, y 7ª aleta anal y por tener en los adultos dientes de oclusión tricúspide en la mandíbula externa.   
El color del cuerpo es gris-verdoso claro; en los lados muestra seis a ocho líneas oscuras y finas o rayas longitudinales punteadas. Las aletas son incoloras. Ambos sexos presentan la misma coloración. La hembra no fertilizada tiene un punto anaranjado situado a la derecha o la izquierda de la aleta anal. El macho mide 30 mm, siendo bastante más delgado y pequeño que la hembra. 

## Distribución
Jenynsia tucumana es endémica del noroeste de la Argentina, en la cuenca del alto río Salí.

### Localidades donde fue colectada
Tucumán
- departamento Burruyacú: río Medina, El Sunchal, río Calera-Ayo, río Los Chorrillos, río Las Salas
- departamento Tafí Viejo: El Siambón, río Grande
- departamento Trancas: río Tapia

Salta
- departamento Candelaria: río La Candelaria.